# إميل إرنست
إميل إرنست (بالألمانية: Emil Ernst)‏ هو عالم فلك ألماني، ولد في 1889 في نيوآرك في الولايات المتحدة، وتوفي في 1942 في مونستر في ألمانيا.